# Bill Bradley
William Warren „Bill” Bradley (Crystal City, Missouri, 1943. július 28. –) olimpiai bajnok, kétszeres National Basketball Association bajnok kosárlabdázó, az Amerikai Egyesült Államok szenátora (New Jersey, 1979–1997).